# Anasztázia Nguyen
Anasztázia Nguyen (ur. 9 stycznia 1993 w Budapeszcie) – węgierska lekkoatletka specjalizująca się w biegach sprinterskich oraz skoku w dal. Jest córką Węgierki i Wietnamczyka.
Uczestniczka igrzysk olimpijskich w Tokio, podczas których zajęła 16. miejsce w kwalifikacjach konkursu skoku w dal. Uczestniczka mistrzostw świata (2019), mistrzostw Europy (2016, 2018), halowych mistrzostw świata (2012, 2016, 2022) oraz halowych mistrzostw Europy (2015, 2017, 2019, 2021). Srebrna medalistka mistrzostw świata juniorów młodszych z 2009 roku w sztafecie szwedzkiej.
Multimedalistka mistrzostw Węgier oraz halowych mistrzostw Węgier.

## Rezultaty
| Rok  | Impreza                               | Miejsce      | Konkurencja        | Pozycja           | Wynik   |
| ---- | ------------------------------------- | ------------ | ------------------ | ----------------- | ------- |
| 2009 | Mistrzostwa świata juniorów młodszych | Bressanone   | bieg na 100 m      | 7. miejsce        | 11,81   |
| 2009 | Mistrzostwa świata juniorów młodszych | Bressanone   | sztafeta szwedzka  | 2. miejsce        | 2:09,22 |
| 2009 | Letni Europejski Festiwal Młodzieży   | Tampere      | bieg na 100 m      | 3. miejsce        | 11,85   |
| 2009 | Letni Europejski Festiwal Młodzieży   | Tampere      | sztafeta 4 × 100 m | 2. miejsce        | 46,38   |
| 2010 | Mistrzostwa świata juniorów           | Moncton      | bieg na 100 m      | półfinał          | 11,92   |
| 2010 | Mistrzostwa świata juniorów           | Moncton      | sztafeta 4 × 100 m | eliminacje        | 45,77   |
| 2010 | Igrzyska olimpijskie młodzieży        | Singapur     | bieg na 100 m      | 5. miejsce        | 11,81   |
| 2011 | I liga drużynowych mistrzostw Europy  | Izmir        | bieg na 100 m      | 9. miejsce        | 11,82   |
| 2011 | I liga drużynowych mistrzostw Europy  | Izmir        | sztafeta 4 × 100 m | 9. miejsce        | 45,80   |
| 2011 | Mistrzostwa Europy juniorów           | Tallinn      | bieg na 100 m      | 6. miejsce        | 11,55   |
| 2011 | Mistrzostwa Europy juniorów           | Tallinn      | bieg na 200 m      | eliminacje        | 24,51   |
| 2011 | Mistrzostwa Europy juniorów           | Tallinn      | sztafeta 4 × 100 m | 6. miejsce        | 45,24   |
| 2012 | Halowe mistrzostwa świata             | Stambuł      | bieg na 60 m       | eliminacje        | 7,59    |
| 2013 | I liga drużynowych mistrzostw Europy  | Dublin       | sztafeta 4 × 100 m | 6. miejsce        | 45,31   |
| 2015 | Halowe mistrzostwa Europy             | Praga        | bieg na 60 m       | półfinał          | 7,39    |
| 2015 | II liga drużynowych mistrzostw Europy | Stara Zagora | bieg na 100 m      | 4. miejsce        | 11,56   |
| 2015 | II liga drużynowych mistrzostw Europy | Stara Zagora | sztafeta 4 × 100 m | 2. miejsce        | 44,83   |
| 2015 | Młodzieżowe mistrzostwa Europy        | Tallinn      | bieg na 100 m      | 5. miejsce        | 11,75   |
| 2016 | Halowe mistrzostwa świata             | Portland     | bieg na 60 m       | eliminacje        | 7,46    |
| 2016 | Mistrzostwa Europy                    | Amsterdam    | bieg na 100 m      | eliminacje        | 11,66   |
| 2016 | Mistrzostwa Europy                    | Amsterdam    | sztafeta 4 × 100 m | eliminacje        | 44,34   |
| 2017 | Halowe mistrzostwa Europy             | Belgrad      | bieg na 60 m       | eliminacje        | 7,53    |
| 2017 | II liga drużynowych mistrzostw Europy | Tel Awiw     | sztafeta 4 × 100 m | 1. miejsce        | 44,81   |
| 2018 | Mistrzostwa Europy                    | Berlin       | bieg na 100 m      | eliminacje        | 11,72   |
| 2018 | Mistrzostwa Europy                    | Berlin       | sztafeta 4 × 100 m | eliminacje        | 47,66   |
| 2019 | Halowe mistrzostwa Europy             | Glasgow      | skok w dal         | el. – 17. miejsce | 6,28    |
| 2019 | I liga drużynowych mistrzostw Europy  | Sandnes      | sztafeta 4 × 100 m | 2. miejsce        | 44,73   |
| 2019 | I liga drużynowych mistrzostw Europy  | Sandnes      | skok w dal         | 4. miejsce        | 6,38    |
| 2019 | Mistrzostwa świata                    | Doha         | skok w dal         | 12. miejsce       | 6,26    |
| 2021 | Halowe mistrzostwa Europy             | Toruń        | bieg na 60 m       | eliminacje        | 7,50    |
| 2021 | Igrzyska olimpijskie                  | Tokio        | skok w dal         | el. – 16. miejsce | 6,52    |
| 2022 | Halowe mistrzostwa świata             | Belgrad      | skok w dal         | 13. miejsce       | 6,39    |
| 2024 | Mistrzostwa Europy                    | Rzym         | skok w dal         | el. – 25. miejsce | 6,32    |

## Rekordy życiowe
- bieg na 60 metrów – 7,32 (21 lutego 2015, Budapeszt)
- bieg na 100 metrów – 11,43 (30 maja 2015, Budapeszt)
- skok w dal (hala) – 6,58 (22 lutego 2020, Budapeszt)
- skok w dal (stadion) – 6,77 (30 lipca 2019, Budapeszt)